# Мельник Петро Васильович
Петро Васильович Мельник (псевдо: «Хмара»; 10 жовтня 1910, с. Камінне, Надвірнянський район — 27 квітня 1953, с. Лоєва, Надвірнянський район, Івано-Франківська область) — командир куреня «Дзвони» та ТВ-21 «Гуцульщина» (01.1946—09.1949), надрайонний провідник ОУН Надвірнянщини (1949).
Лицар Бронзового Хреста Заслуги та Срібного Хреста Бойової Заслуги 1-го класу.

## Життєпис

Зліва направо: сотенний Микола Харук-«Вихор», командир ТВ-21 «Гуцульщина» Петро Мельник-«Хмара», кущовий провідник Дмитро Олексюк-«Ілак»

Петро Мельник народився 10 жовтня 1910 в селі Камінне Надвірнянського району в родині сільського мельника.
Навчався в Станиславівській гімназії, де і став членом ОУН.
Служив кавалеристом у польській армії. Після початку Другої світової війни у вересні 1939, брав участь у військових діях між Польщею та Німеччиною. Був поранений і потрапив у полон до німців. Знання німецької мови врятувало його від смерті. Пізніше він став бійцем батальйону «Роланд» і пройшов вишкіл на території Австрії. Після розформування німцями батальйонів «Роланд» і «Нахтігаль» Петро Мельник з 1 грудня 1941 до 1 грудня 1942 служив у 201-му шуцманшафт-батальйоні в Білорусі, з 1943 командир роти 14-ї гренадерської дивізії СС «Галичина», гауптштурмфюрер Ваффен-СС.

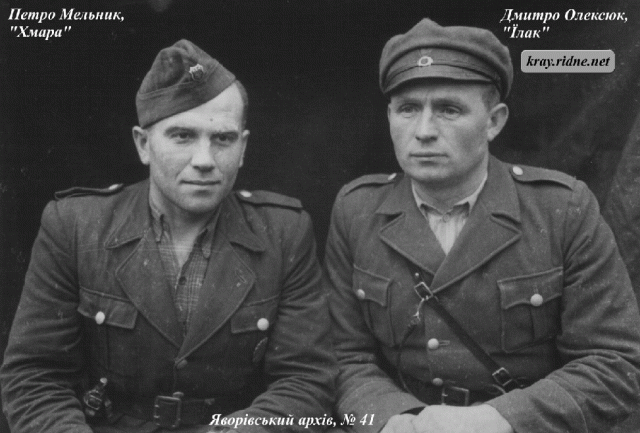
П.Мельник-«Хмара» (ліворуч) та Дм. Олексюк-«Їлак»

Вояки ТВ-21 «Гуцульщина». Підписані на фото: Ілюк Дмитро-«Кичера»; Василь Кузів-«Базь»; Іван Мельничук-«Галайда»; Петро Мельник-«Хмара»; Іван Гаргат-«Липкевич»

Група повстанців з ТВ-21 «Гуцульщина». Зліва направо: Назарій Данилюк («Перебийніс») (Буковина); сотник Іван Кулик («Сірий»); Василь Скригунець («Гамалія»), командир сотні важких кулеметів «Черемош», сотник Петро Мельник «Хмара» (командир ТВ-21 «Гуцульщина»); Микола Харук («Вихор»), командир сотні ім. І. Богуна

З 1943 в УНС, чотовий, пізніше вишкільник-інструктор в сотні «Різуна» в Чорному Лісі, організатор і командир сотні «Стріла» в курені «Скажені», перший командир куреня «Дзвони». Його курінь вміло застосовував тактику рейдів і після нанесення удару по противнику, переходив в інше місце, що значно зменшувало втрати особового складу.
Був поранений в рейді 6 квітня 1945.
Після загибелі в січні 1946 р. командира ТВ-21 «Козака» Петра Мельника призначили на його місце. У зимовий період 1948—1949 рр. виконав вказівку керівництва ОУН про написання мемуарів, які й були видані підпільним видавництвом УПА «Гуцульщина» у 1949 році (перша частина перевидана у 2014 році).
Протягом 17 червня — 27 липня 1949 р. чота підпільників ТВ-21 «Гуцульщина» (на правах сотні) разом з П.Мельником здійснила пропагандивний рейд в Румунію. Двічі пройшовши з боєм кордон і здійснивши похід за маршрутом (Жаб'є — гора Стіг — міста Вишово-Вижнє та Сигіт) загальною протяжністю понад 300 км, група повернулася у свій терен без жодних втрат! Це був останній великий рейд загонів УПА. Вже 3 вересня 1949 — вийшов наказ Р. Шухевича про розформування останніх бойових відділів та штабів УПА і їх перехід на Захід або влиття до збройного підпілля. З 1949 року — надрайонний провідник ОУН Надвірнянщини.
В 1951 р. командира «Хмару» з кількома товаришами захопила боївка МДБ. Почалася психологічна атака слідчих з метою схилити провідника до співпраці. У цій ситуації Петро Мельник проявив неабияку винахідливість: подаючи «надії» і досягнувши послаблення варти, він у слушний момент 26 квітня 1952 р. втік зі спецквартири для агентів МДБ і повернувся в рідні краї. При цьому не видав жодного підпільника! МГБ почало по всіх агентурних каналах поширювати «секретну» інформацію, що «Хмара» — сексот МДБ. Але свого МДБ не досягло. Ще два роки хоробрий «Хмара» воював у рідному Надвірнянському районі.
27 квітня 1953 р. групу Мельника таки вистежили і блокували. Він загинув у бою із загоном МДБ в селі Лоєва Надвірнянського району, пораненим, прикриваючи відхід побратимів до останнього патрона, який приберіг для себе.

## Нагороди
- Згідно з Виказом відзначених УПА-Захід від 1.09.1946 р. хорунжий УПА, командир сотні «Стріла» Петро Мельник – «Хмара 1» нагороджений Бронзовим хрестом бойової заслуги УПА.
- Згідно з Постановою УГВР від 8.02.1946 р. і Наказом Головного військового штабу УПА ч. 1/46 від 15.02.1946 р. сотник УПА, командир ТВ 21 «Гуцульщина» Петро Мельник – «Хмара» нагороджений Срібним хрестом бойової заслуги УПА 1 класу[3].

## Вшанування пам'яті
- На місці загибелі в роки незалежності встановлено пам'ятний хрест.
- 21.11.2017 р. від імені Координаційної ради з вшанування пам’яті нагороджених Лицарів ОУН і УПА у с. Зелена Надвірнянського р-ну Івано-Франківської обл. Бронзовий хрест бойової заслуги УПА (№ 029) та Срібний хрест бойової заслуги УПА 1 класу (№ 016) передані Галині Шиш, дочці племінниці Петра Мельника – «Хмари».